# Chính Hữu
Chính Hữu (15 tháng 12 năm 1926 - 27 tháng 11 năm 2007), tên khai sinh là Trần Đình Đắc, quê ở huyện Can Lộc, tỉnh Hà Tĩnh, là một nhà thơ Việt Nam. Thơ ông chỉ viết về người lính và hai cuộc kháng chiến chống Pháp và Mỹ.

## Tiểu sử hoạt động
Ông sinh tại thành phố Vinh, tỉnh Nghệ An. Nguyên quán của ông là huyện Can Lộc (nay là huyện Thạch Hà), tỉnh Hà Tĩnh. Ông học tú tài (triết học) ở Hà Nội trước Cách mạng tháng Tám. Năm 1946, ông gia nhập Trung đoàn Thủ Đô, chiến đấu chống lại quân đội Pháp ở Hà Nội. Sau khi đưa chính phủ đầu não Việt Minh ra khỏi vùng chiến sự, đơn vị của ông rút quân về huyện Đông Anh và sống sót. Ông được đưa đi bồi dưỡng chính trị, làm chính trị viên đại hội (chiến dịch Điện Biên Phủ năm 1954).
Ông làm thơ từ năm 1947 và hầu như chỉ viết về người lính và chiến tranh. Tập thơ Đầu súng trăng treo (1966) là tác phẩm chính của ông. Bài thơ "Đồng chí" được in vào tháng 2-1948. Thơ ông không nhiều nhưng lại có nhiều bài đặc sắc, cảm xúc dồn nén, ngôn ngữ và hình ảnh chọn lọc, hàm súc. Ông đã sáng tác bài thơ "Đồng chí" mà sau này đã được phổ nhạc cho bài hát "Tình đồng chí". Bài hát đã khơi dậy những xúc động mạnh mẽ trong lòng nhiều thế hệ. Bài thơ là một trong những tác phẩm tiêu biểu nhất viết về người lính cách mạng của văn học thời kháng chiến chống Pháp (1946 - 1954).
Vào 00 giờ 27 phút ngày 27 tháng 11 năm 2007, ông đã qua đời tại bệnh viện Hữu Nghị thành phố Hà Nội.

## Tác phẩm
- Đầu súng trăng treo (tập thơ, Nhà xuất bản Văn học, 1966), 24 bài
- Thơ Chính Hữu (tập thơ, Nhà xuất bản Hội nhà văn, 1977)
- Tuyển tập Chính Hữu (Nhà xuất bản Văn học, 1988)

Ngoài bài thơ "Đồng chí" được nhạc sĩ Minh Quốc phổ nhạc, một số bài thơ khác của ông cũng là nguồn cảm hứng cho các nhạc sĩ khác sáng tác các bài hát nổi tiếng như bài "Ngọn đèn đứng gác" (nhạc sĩ Hoàng Hiệp), "Bắc cầu" (nhạc sĩ Quốc Anh), "Có những ngày vui sao" (nhạc sĩ Huy Du).